# Ballotpedia
Ballotpedia — американская некоммерческая и беспартийная политическая Интернет-энциклопедия, цели которой — информирование граждан о политике и обеспечение их участия в ней. Сайт был зарегистрирован 21 мая 2007 года. Энциклопедия спонсируется Lucy Burns Institute, некоммерческой организацией, основанной в декабре 2006 года и расположенной в Миддлтоне, Висконсин. Энциклопедия, по собственному заявлению, пишется «профессиональным коллективом писателей, исследователей и аналитиков».

## Цели
Заявленные цели Ballotpedia — предоставление «последних политических новостей и аналитики от надёжных и беспартийных источников», а также обеспечение доступа «ко всем мнениям справедливо, понятно и без умолчаний».

## Спонсоры
Ballotpedia спонсируется Lucy Burns Institute, некоммерческой беспартийной организацией, основанной Лесли Грейвс. Имя организации — отсылка к Люси Бёрнс, со-основателю Национальной женской партии.

## История
Ballotpedia была создана в 2007 году фондом Citizens in Charge, после чего в 2008 году была проспонсирована Sam Adams Alliance, и с 2009 года находится под контролем Lucy Burns Institute. 9 июля 2013 года Lucy Burns Institute приобрели права на контент некоммерческой Sunshine Review, после чего он был перенесён в Ballotpedia.

### Judgepedia
Judgepedia — Интернет-энциклопедия с контентом на тему американской правовой системы. Judgepedia, как и Ballotpedia, в 2008 году была проспонсирована Sam Adams Alliance. В 2009 году спонсором Judgepedia стали Lucy Burns Institute, которые в 2015 году объединили Judgepedia с Ballotpedia.

## Сотрудничество с другими организациями
В мае 2018 года Twitter объявил, что будет сотрудничать с Ballotpedia, чтобы добавить обозначения для публикаций от кандидатов, участвующих в выборах в США 2018 года.
Также в 2018 году Ballotpedia предоставили Amazon Alexa информацию о местах голосования и кандидатах в бюллетене.
В 2018 году FiveThirtyEight и ABC News совместно с Ballotpedia собрали и анализировали информацию о кандидатах, которые участвуют в праймериз Демократической партии США, чтобы определить, какие типы кандидатов больше всего нравятся избирателям внутрипартийных выборов.
В мае 2024 года Ballotpedia объявили о сотрудничестве с Decision Desk HQ, чтобы в реальном времени показывать результаты региональных выборов.

## Исследования Ballotpedia
В 2012 году Ballotpedia оценили руководства для избирателей в разных штатах США. Согласно исследованию, руководства только 9 штатов были оценены как «замечательные» или «очень хорошие», в то время как руководства 24 штатов были оценены как «нормальные» или «плохие».
В 2017 году Ballotpedia оценили то, насколько сложно понять вопросы, которые задаются избирателям в бюллетенях. Для исследования взяли 27 бюллетеней из 9 штатов, и среднестатистический вопрос в них потребовал бы для понимания текста на год больше обучения, чем требуемое для высшего образования, в то время как среднестатистический американец понимает написанное на уровне семиклассника или восьмиклассника. К схожим выводам пришли и исследователи из Университета штата Джорджия, которые, исследовав 1200 бюллетеней с 1997 по 2007 год, также указали, что избиратели часто пропускают сложно написанные вопросы.
В 2020 году в исследовании Ballotpedia указали, что в этом году, по сравнению со всеми годами 2010-х, меньше всего инкумбентов проиграли на всеобщих выборах Законодательных собраний штатов США — 227 из всех 4823 появившихся на бюллетенях за весь 2020 год.

## Оценки
Стивен Хувер, студент Сиракузского университета, оценивает Ballotpedia как «интерактивного альманаха американской политики». Он также говорит, что «Ballotpedia была бы замечательным дополнением к любой коллекции ресурсов на тему государства, политологии и общественной политики».